# Joe Sumner
Pour les articles homonymes, voir Sumner.
Joe Sumner (de son vrai prénom Joseph Sumner), né le 23 novembre 1976 de l'actrice Frances Tomelty et du chanteur et musicien Gordon Matthew Thomas Sumner alias Sting, est le chanteur et bassiste du groupe de rock anglais Fiction Plane. Il est le demi-frère de Coco Sumner et Mickey Sumner.

## Biographie

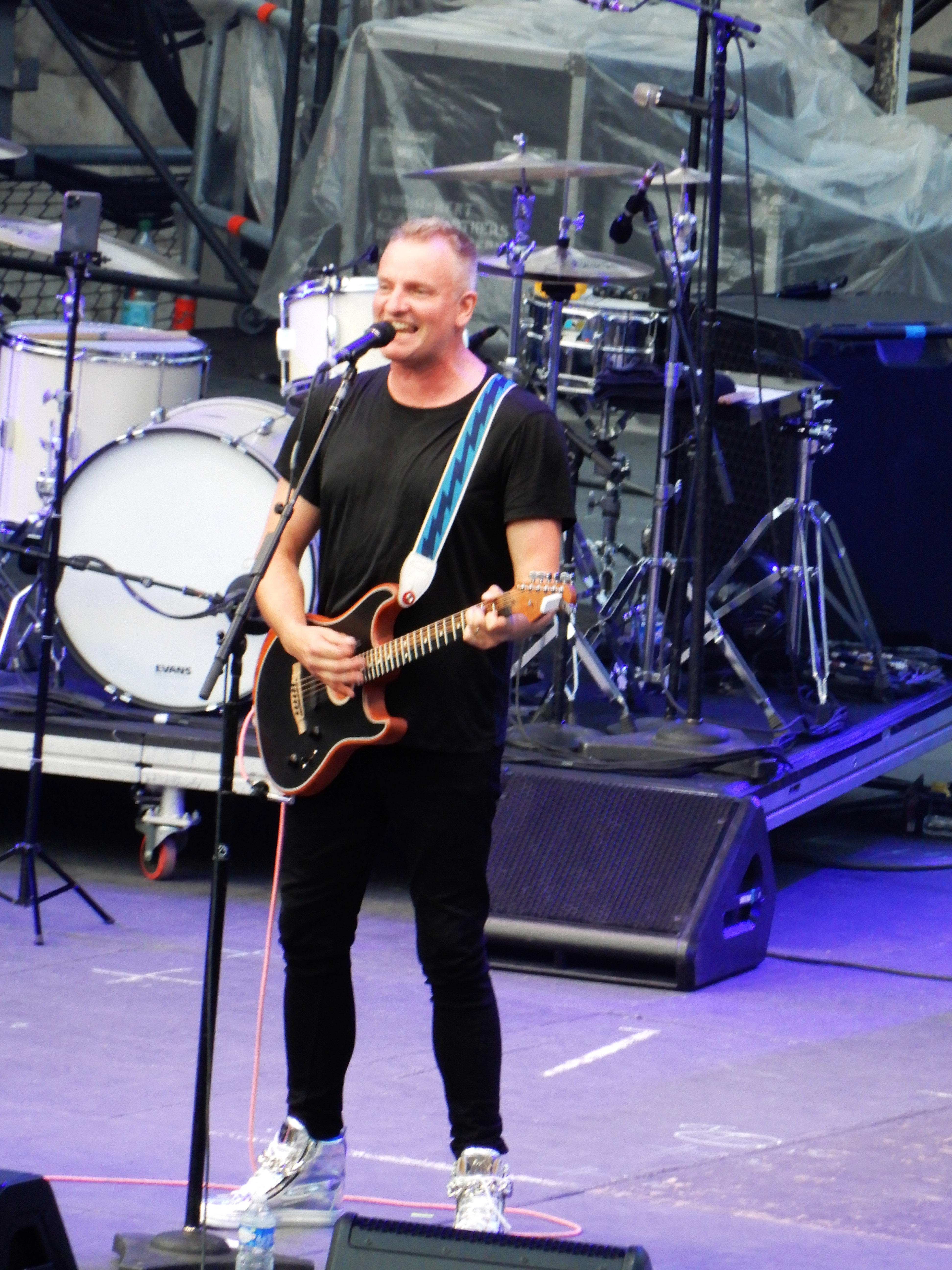
Joe Sumner aux Arènes de Nîmes, le 4 juillet 2022

Diplômé de sciences environnementales de l'Université de Richmond de Londres, Joe Sumner a créé en 1999 avec deux camarades d'école le groupe de rock « Santa's Boyfriend », dont il était le guitariste et chanteur, et qui devient quelques années et changements de membres plus tard Fiction Plane.
Joe Sumner a par ailleurs chanté aux côtés de son père dans l'opéra classique Welcome to the Voice.
Sumner, originaire d'Angleterre, a appris à jouer de la guitare et de la batterie quand il était adolescent, et a été inspiré à écrire des chansons en entendant l'album Nevermind de Nirvana. Il a formé un groupe avec un ami de l'école, le bassiste Dan Brown, qui est finalement devenu Fiction Plane quand il a été rejoint par le guitariste britannique Seton Daunt.
Fiction Plane a enregistré son premier album, Everything Will Never Be (2003), sans batteur à plein temps, s'appuyant sur le musicien de session Abe Laboriel Jr. Peu de temps après, Fiction Plane a embauché le batteur Pete Wilhoit, originaire de l'Indiana.
Après cet album, Fiction Plane a sorti Bitter Forces et Lame Race Horses (2005), Left Side of the Brain (2007), Paradiso (2009), Sparks (2010) et Mondo Lumina (2015). Le groupe a reçu beaucoup d'attention lorsqu'il a ouvert pour la tournée réunion de The Police en 2007.

## Vie privée
Joe Sumner est le fils de Sting, chanteur et bassiste de The Police, et de l'actrice nord-irlandaise Frances Tomelty. Il est le frère de Fuchsia Katherine et demi-frère de la chanteuse Coco Sumner et l'actrice Mickey Sumner, qui sont les filles de Sting et de l'actrice Trudie Styler.

## Entrepreneur
En 2010, le lendemain d'un concert, Sumner a trouvé sur YouTube des vidéos de l'émission que les fans avaient filmées avec leurs smartphones. Spéculant que les clips des fans pourraient être liés à une compilation intéressante, il a cofondé la société Vyclone avec David King Lassman pour créer un produit du même nom.
L'application a uni les médias sociaux avec l'enregistrement vidéo individuel. Plusieurs personnes pouvaient filmer un événement simultanément avec leurs smartphones, puis télécharger leurs clips avec le logiciel Vyclone, qui assemble les clips dans un film sous plusieurs angles. L'application a invité une variété d'utilisations au-delà des concerts de tournage. 
Il est le fondateur de l'équipe de football NPSL City Of Angels FC.